# Dorothy Hodgkin
Dorothy Mary Crowfoot Hodgkin (Cairo, Egito, 12 de maio de 1910 — Ilmington, Inglaterra, 29 de julho de 1994), conhecida profissionalmente como Dorothy Hodgkin, foi uma química britânica que desenvolveu a aplicabilidade da cristalografia de raios X, pela qual ela ganhou o Prêmio Nobel de Química, em 1964.

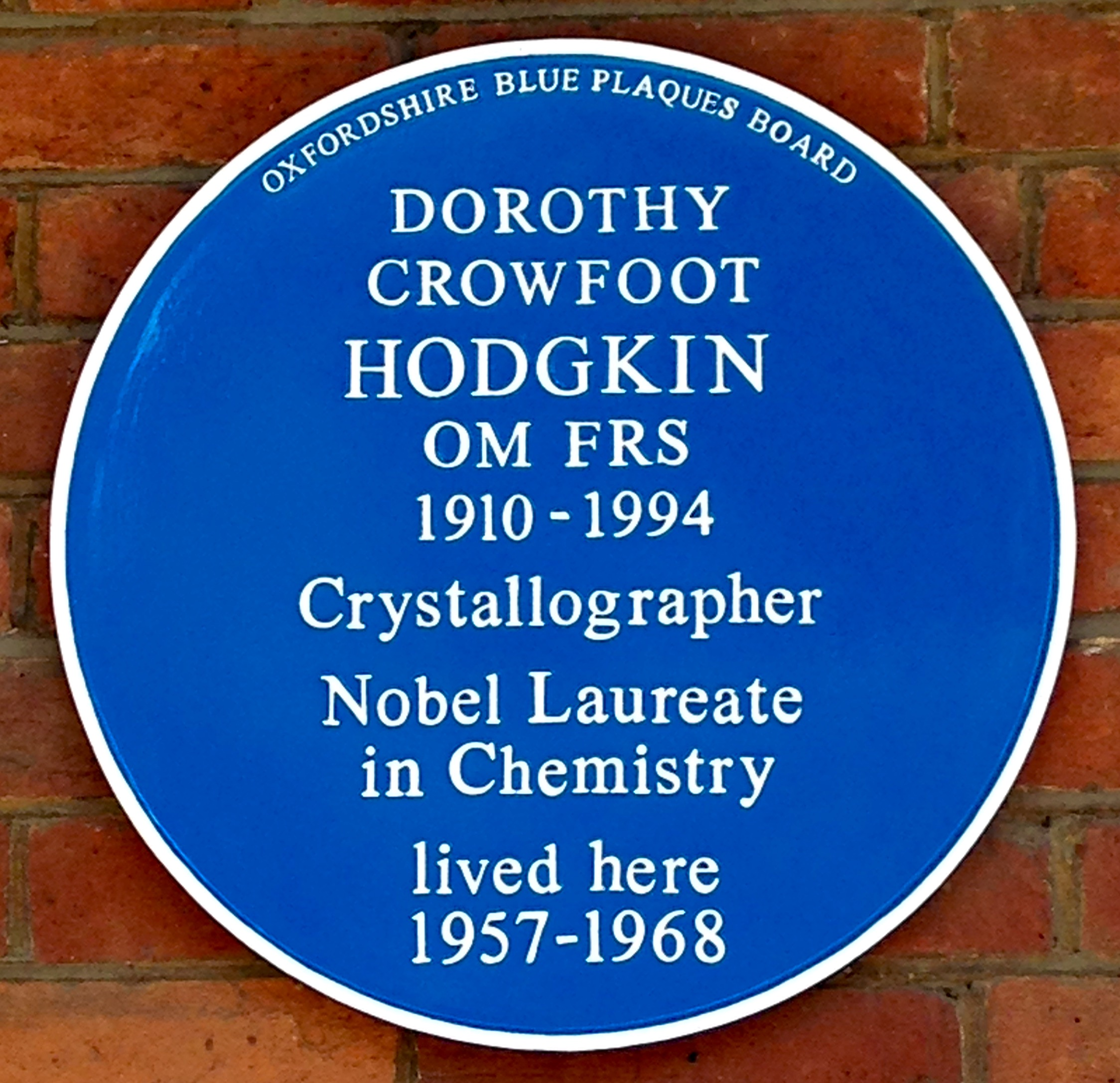
Dorothy Hodgkin

Dorothy desenvolveu a técnica cristalografia de raios X, método utilizado para determinar estruturas tridimensionais de diferentes tipos de moléculas. Entre suas mais importantes realizações está a estrutura da penicilina, que Ernst Boris Chain e Edward Abraham tinham presumido anteriormente e a estrutura da vitamina B12, pela qual ela se tornou a terceira mulher a ganhar o Nobel em Química.
Em 1969, após 35 anos de trabalho, cinco anos após ganhar o Nobel, Dorothy resolveu a estrutura da insulina. A cristalografia por raios-X se tornou uma ferramenta largamente utilizada e foi de grande importância para determinar as estruturas de muitas outras moléculas, inclusive biomoléculas. Conhecer a estrutura é importante para entendermos melhor a sua atividade. Ela é lembrada como uma das pioneiras no ramo. Em 20 de março de 1947 membro da Royal Society.
Dorothy dedicou a adolescência ao estudo de química e a aulas particulares para a aprovação no exame de admissão da Somerville College, Universidade de Oxford. E conseguiu. Aos 18 anos (1928) ela ingressou numa unidade de Oxford só para mulheres. Em 1937 concluiu o doutoramento na Universidade de Cambridge onde começou a estudar a estrutura das proteínas e determinou a estrutura da vitamina B12 que lhe valeu o Nobel de Química de 1964. Também em 1937 ela se casou com o historiador Thomas Lionel Hodgkin.
Dorothy aperfeiçoou a cristalografia de raios X, um método usado para determinar a estrutura tridimensional de biomoléculas.

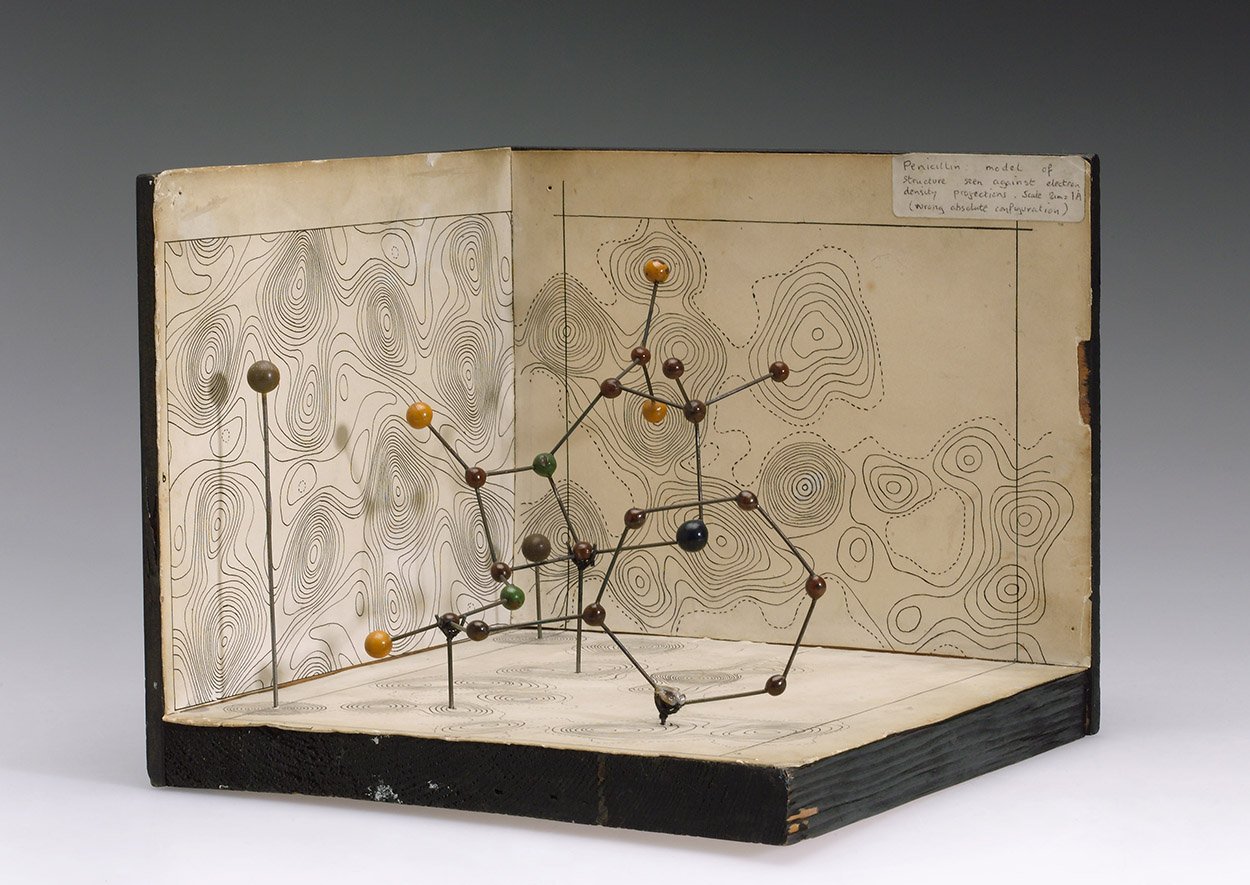
Modelo da estrutura molecular da penicilina feito por Dorothy Hodgkin

Estudou por 35 anos a estrutura da insulina, pois a mesma tinha moléculas grandes e extremamente complexas. Em 1969 a estrutura foi resolvida. Então Dorothy passou a viajar pelo mundo dando palestras sobre a insulina e a sua importância na diabetes. Devido a um grau avançado de artrite reumatóide que deformou as suas mãos e pés, ela fez uso de uma cadeira de rodas por muitos anos.

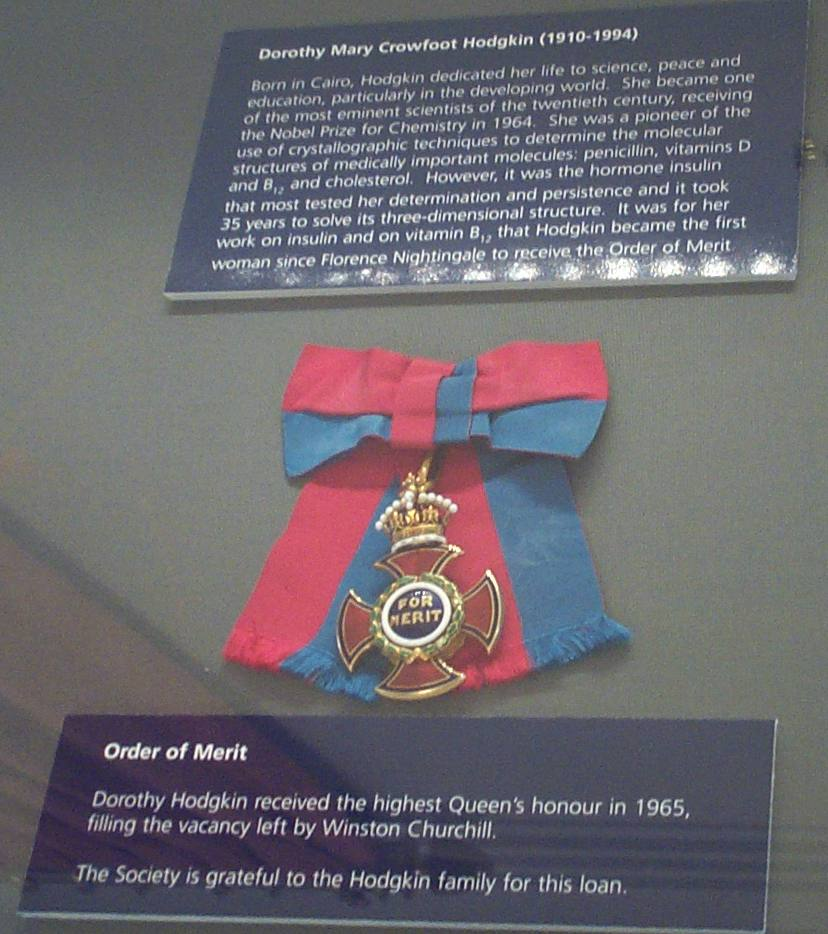
Ordem ao Mérito

Faleceu em 29 de julho de 1994, com 84 anos, devido a um AVC.